# Haemaphysalis subterra
Haemaphysalis subterra är en fästingart som beskrevs av Hoogstraal, El Kammah och Camicas 1992. Haemaphysalis subterra ingår i släktet Haemaphysalis och familjen hårda fästingar. Inga underarter finns listade i Catalogue of Life.